# Luca Barbieri (pittore)
Luca Barbieri (Bologna, ... – ...; fl. XVI-XVII secolo) è stato un pittore italiano del tardo rinascimento e del primo barocco.

## Biografia
Nacque a Bologna e fu allievo di Alessandro Tiarini. Dipinse quadrature in collaborazione con Francesco Carbone, che dipinse le figure. Fiorì alla fine del XVI e all'inizio del XVII secolo. Da non confondere con Ludovico Barbieri, pittore bolognese dello stesso periodo.